# Campeonato Mundial de Bádminton de 1995
El IX Campeonato Mundial de Bádminton se celebró en Lausana (Suiza) del 18 al 24 de septiembre de 1995 bajo la organización de la Federación Internacional de Bádminton (IBF) y la Federación Helvética de Bádminton.
Las competiciones se realizaron en el Centro Deportivo Malley de la ciudad suiza.

## Medallistas
| Evento               | Oro                                    | Plata                                       | Bronce                                                                        |
| -------------------- | -------------------------------------- | ------------------------------------------- | ----------------------------------------------------------------------------- |
| Individual masculino | Hariyanto Arbi Indonesia               | Park Sung-Woo Corea del Sur                 | Poul-Erik Høyer Larsen Dinamarca Thomas Stuer-Lauridsen Dinamarca             |
| Dobles masculino     | Rexy Mainaky Ricky Subagja Indonesia   | Jon Holst-Christensen Thomas Lund Dinamarca | Cheah Soon Kit Yap Kim Hock Malasia Kim Dong-Moon Yoo Yong-Sung Corea del Sur |
| Individual femenino  | Ye Zhaoying China                      | Han Jingna China                            | Susi Susanti Indonesia Bang Soo-Hyun Corea del Sur                            |
| Dobles femenino      | Gil Young-Ah Jang Hye-Ok Corea del Sur | Finarsih Lili Tampi Indonesia               | Qin Yiyuan Tang Yongshu China Helene Kirkegaard Rikke Olsen Dinamarca         |
| Dobles mixto         | Thomas Lund Marlene Thomsen Dinamarca  | Jens Eriksen Helene Kirkegaard Dinamarca    | Jan-Eric Antonsson · Astrid Crabo · Suecia Liu Jianjun · Ge Fei · China       |

## Medallero
| Núm. | País          | Oro | Plata | Bronce | Total |
| ---- | ------------- | --- | ----- | ------ | ----- |
| 1    | Indonesia     | 2   | 1     | 1      | 4     |
| 2    | Dinamarca     | 1   | 2     | 3      | 6     |
| 3    | China         | 1   | 1     | 2      | 4     |
| 3    | Corea del Sur | 1   | 1     | 2      | 4     |
| 5    | Malasia       | 0   | 0     | 1      | 1     |
| 5    | Suecia        | 0   | 0     | 1      | 1     |
|      | TOTAL         | 5   | 5     | 10     | 20    |